# Odorrana mutschmanni
Ếch đá Mut-x-man (Danh pháp khoa học: Odorrana mutschmanni) là loài ếch bám đá thuộc chi Odorrana, họ Ranidae được tìm thấy ở tỉnh Cao Bằng, Việt Nam vào năm 2016. Phát hiện này được công bố trên tạp chí Zootaxa số 4084 ngày 26 tháng 2 năm 2016. Tên loài được đặt nhằm vinh danh tiến sĩ Frank Mutschmann, giám đốc Viện thú y EXOMED ở Berlin (Đức), để ghi nhận những đóng góp to lớn của ông trong nghiên cứu và bảo tồn đa dạng sinh học ở Việt Nam.

## Đặc điểm
Loài ếch có kích thước lớn, con cái lớn hơn con đực. Chiều dài thân ở con đực 85-91mm và 108-110mm ở con cái. Phần trên đầu và phía trước lưng nhẵn, phần sau của lưng và hai bên sườn sần với các hạt nhỏ. Đầu dài hơn rộng; không có túi kêu ngoài; màng nhĩ tròn, lớn bằng 0.68 - 0.70 đường kính mắt. Phần trên đầu và phía trước lưng nhẵn, phần sau của lưng và hai bên sườn sần với các hạt nhỏ; gờ trên màng nhĩ rõ, không có gờ lưng sườn; lưng màu xanh với các đốm đen; mặt dưới bụng và các chi có các đốm đen lớn. Loài này thuộc về nhóm loài Odorrana andersonii và có quan hệ chị em với loài Odorrana wuchuanensis phân bố ở Trung Quốc.